# اتاق (فیلم ۲۰۱۹)
اتاق (به انگلیسی: The Room) یک فیلم در سبک درام، رازآلود و علمی تخیلی به کارگردانی کریستین ولکمن است که در ۱۵ آوریل ۲۰۱۹ در جشنواره بین‌المللی فیلم فانتزی بروکسل از سوی سینماندو منتشر شد.
از بازیگران آن می‌توان به اولگا کوریلنکو و کوین یانسنس اشاره کرد.